# Liste des abbés de Saint-Pierre de Flavigny
La liste des abbés de l'abbaye Saint-Pierre de Flavigny est déduite du livre d'André Joseph Ansart Histoire de sainte Reine d'Alise et de l'abbaye de Flavigny paru en 1783.

## Liste des abbés

### Abbés duVIIIesiècle
- Magnoalde dit Magnoaldus,  Magnoalde, mort le 25 juillet 745, lui et ses moines portaient un habit comme en porteront plus tard les Chartreux[2]
- Saint Widrad dit  en latin : Widradus ou Wideradus et en français également: Waré, Uvaré et encore Uvidrade, fondateur puis abbé laïc, mort le 3 octobre 747. Il a aussi fondé pour ses sœurs l'Abbaye Saint-Andoche de Saulieu pour Decie, et l'Abbaye Notre-Dame de Faverney en 722 pour l'autre que l'histoire ne nomme pas[3].
- Gayroïnus, mort le 6 juillet 755
- Manassès le Grand mort le  novembre 787
- Adalbert, abbé en 788
- Zacho
- Alcuin, qui était déjà abbé de Saint-Martin de Tours, entre 796 et 803

### Abbés duIXesiècle
- Appolinaire, abbé de Flavigny, de Saint-Benigne de Dijon et de Saint-Jean-de-Réôme à Moutiers-Saint-Jean, mort le 1er mars 826
- Vigile, abbé en 828, mort vers 834.
- Adrebalde ou Adrevald, mort en 838.
- Marian, abbé en 840, mort en 845.
- Vulfard, abbé de 845 jusqu’à sa mort en 848.
- Warin ou Guérin, abbé en 849, jusqu’en 854 pour le remercier de ses services. Guérin V est comte de Mâcon (825-854), comte de Mémontois (832-854), comte de Chalon-sur-Saône, comte d'Autun (837-854), comte d'Auxois (844-854), marquis de Bourgogne (844-854).
- Gotzere, abbé en 854, jusqu’en 855.
- Hugues 1er, abbé en 855 jusqu’à sa mort en 863
- Saint Eigil de Prüm, Egil ou Egilon, abbé de Prüm entre 853 et 860, puis abbé de Flavigny en 863, archevêque de Sens en 865, mort le 28 juin 871 d'après un manuscrit de l'abbaye de Corbigny qu'il a fondée en 864. Eigil avait succédé comme abbé de Prüm à Marcward qui était un parent de Loup de Ferrières. Eigil est cité dans la correspondance de Loup de Ferrières.
- Géïle, peut-être abbé en 871.
- Sigard, abbé en 871, jusqu’en 875.
- Wilfride ou Vuilfrid, frère d’Adélaïde, femme de l’empereur Louis le Bègue, abbé de Corbigny puis abbé de Flavigny en 875 jusqu’en 888.
- Adalgaire, évêque d’Autun, devient abbé de Flavigny en application de l’acte d’union de l’abbaye aux évêques d’Autun fait par le pape Jean VIII à la demande de Charles II le Chauve en 877.

### Abbés duXesiècle
- Wallon de Vergy ou Uvalon, évêque d’Autun décédé en 913.
- Hervé de Vergy, neveu de Wallon, évêque d’Autun en 917, décédé le 30 juillet 924.
- Ansegise, évêque d’Autun et abbé de Flavigny. Mort en 928.
- Rotmond, évêque d’Autun et abbé de Flavigny en 968.
- Gérard, évêque d’Autun et abbé de Flavigny en 968, mort en 976.
- Gautier ou Valthere, évêque d’Autun et abbé de Flavigny jusqu’en 990, date où il remet l’abbaye à un religieux, Heldricus. Mort le 29 septembre 1018.
- Heldricus, Hildric, abbé de Saint-Germain d’Auxerre, désigné en 990 abbé de Flavigny par l’évêque d’Autun pour y restaurer la discipline. Il meurt le 14 janvier 1010 d'après les Gesta abbatum Sancti Germani. Il a aussi été abbé de Saint-Jean-de-Réôme (Moutiers-Saint-Jean) entre 1002 et 1010.

### Abbés duXIesiècle
- Amédée ou Amadée reçoit l’abbaye d’Hildric en 1010. Mort le 15 avril 1038.
- Aymon 1er, abbé jusqu’en 1049. Il est déposé après avoir été accusé de simonie.
- Odon ou Eudes 1er désigné abbé. Mort le 1er juillet 1051.
- Odon ou Eudes II, déposé en 1055 pour simonie, mort le 9 juillet 1084
- Henri désigné abbé de Flavigny en 1055.
- Gaucher, abbé de Corbigny, désigné abbé entre 1073 et 1085.
- Renaud de Bourgogne ou Raynald, né en 1065, frère du duc de Bourgogne Eudes 1er(1058-1103), mort le 10 janvier 1092.
- Elmuin, abbé de Flavigny pendant deux mois.
- Hugues II de Flavigny, connu par sa chronique, fils de Ragnerius et de Dada de Mont-Gaucher qui était la nièce de l’empereur Conrad. À la demande de l’évêque d’Autun Aganon, il fut béni abbé de Flavigny le 11 décembre 1098. Il entra en conflit avec Nortgaudus, successeur d’Aganon. Malgré la condamnation de l’évêque au cours du concile de Valence en 1100, celui-ci déposa Hugues de Flavigny en 1101 au profit de Gérard.

### Abbés duXIIesiècle
- Gérard, nommé abbé de Flavigny par l’évêque d’Autun Nortgaudus.
- Rodolphe, abbé de Flavigny le 27 avril 1116 d’après la chronique d’Hugues de Flavigny. Mais en dehors de la chronique d’Hugues de Flavigny, on ne sait rien de lui.
- Aganon, abbé de Flavigny. Il n’est connu que par un procès avec l’abbé de Fontenay en 1142.
- Renauld, succède à Aganon en 1149. Mort en juillet après 1160.
- Aymon II
- Gaucher ou Gauthier, abbé de Flavigny en 1173. Mort en février 1185.

### Abbés duXIIIesiècle
- Hervé, abbé de Flavigny jusqu’en août après 1218.
- Miles ou Milon, mort le 13 février 1235.
- Nicolas
- Jean Ier, abbé de Flavigny en 1242.
- Guillaume Dufosset, abbé de Flavigny en 1263. Le siège abbatial est libre en 1277.
- Gibaud, abbé de Flavigny. Il n’est cité que dans un seul acte. Mort le 11 janvier 1283.
- Guillaume II, mort avant 1291.
- Guy de Frolois, abbé de Flavigny en 1291. Mort en mars sans connaître l’année.

### Abbés duXIVesiècle
- Guy de Turcy. Mort en 1321.
- Guy de Mont-Saint-Jean, abbé de Flavigny en mars 1321. Mort en mars 1330.
- Guy II de Frolois, abbé de Flavigny, mort avant 1361. Il avait pour Grand-vicaire en 1351 Bertrand d'Uncey, Conseiller du Duc Philippe de Rouvres en 1360[4]. Les Anglais avaient pris et pillé l’abbaye en 1359.
- Alexandre de Montagu, abbé de Flavigny en 1361. Mort en 1417.
- Eudes de Doubs, abbé de Flavigny en 1379. Mort en 1407.

### Abbés duXVesiècle
- Simon de l’Aubespin. On ne connaît pas l’année de sa mort, probablement en 1410.
- Innocent de Neuville, élu abbé le 3 novembre 1411. Mort en 1436.
- Guy de Bouchet. Mort en 1442.
- Bernard de Bourbon, élu abbé de Flavigny le 15 janvier 1442. Mort le 17 novembre 1469.
- Jean Rolin, cardinal et évêque d’Autun, élu en 1469. Il se démet en 1470.
- Ferry de Clugny, abbé en 1470. Il se démet en en 1473 après avoir été nommé évêque de Tournai.
- Geoffroi de Crecy, mort le 16 mars 1508.

### Abbés duXVIesiècle
- René de Bresche de La Trémoille, mort le 18 novembre 1530. Il avait été élu évêque de Coutances en 1518.
- Bertrand de Keneringen, nommé abbé de Flavigny par François Ier. Mort après 1544.
- Philibert Dugny de Courgengoux, mort le 28 septembre 1557.
- Hippolyte d'Este, cardinal, mort à Rome le 2 décembre 1572.
- Regnaud Clutin, abbé jusqu’en 1574. Mort le 11 novembre 1575.
- René de Birague, chancelier de France, abbé de Flavigny en 1574. Mort en décembre 1583.
- Louis de Birague, neveu du précédent, aumônier et conseiller du roi, abbé de Flavigny en 1583. Mort le 13 mai 1592.
- Jean Alix, abbé en 1593.

### Abbés duXVIIesiècle
- Guillaume Dumontet, abbé de Flavigny en 1598. Mort en 1614.
- Edme de Griseille, aumônier des sœurs de Louis XIII. Il résigne son abbaye en 1630.
- Philippe de Riolan prend possession de l’abbaye de Flavigny le 25 décembre 1630.
- Antoine Sabbatier abbé de Flavigny en 1630. Mort en 1694. L’abbaye est rattachée à la Congrégation de Saint-Maur en 1644.
- François de Mailly, nommé abbé de Flavigny par Louis XIV, avant de devenir archevêque d’Arles, puis archevêque de Reims puis cardinal. Mort en septembre 1721.

### Abbés duXVIIIesiècle
- Michel-Celse-Roger de Bussy-Rabutin, abbé de Flavigny en 1720, par échange d’un prieuré de Tarascon avec François de Mailly. C’est lui qui aida à la publication des lettres de madame de Sévigné. Évêque de Luçon, il est mort le 3 novembre 1736.
- Jean-Honoré Perrot de Piolenc, nommé abbé de Flavigny en juin 1736, à 15 ans par Louis XV.
- Michel-Louis Frémont du Fourneau, nommé abbé de Flavigny par Louis XV, en 1778.